# Banglades a 2013-as úszó-világbajnokságon
Banglades három úszóval vett részt a 2013-as úszó-világbajnokságon, akik három versenyszámban indultak.

## Úszás
Férfi
| Versenyző             | Verseny                  | Selejtező | Selejtező | Elődöntő          | Elődöntő          | Döntő             | Döntő             |
| Versenyző             | Verseny                  | Idő       | Helyezés  | Idő               | Helyezés          | Idő               | Helyezés          |
| --------------------- | ------------------------ | --------- | --------- | ----------------- | ----------------- | ----------------- | ----------------- |
| Mohammad Anik Islam   | 50 méteres pillangóúszás | 26.69     | 61        | Nem jutott tovább | Nem jutott tovább | Nem jutott tovább | Nem jutott tovább |
| Mahfizur Rahman Sagor | 50 méteres gyorsúszás    | 24.39     | 50        | Nem jutott tovább | Nem jutott tovább | Nem jutott tovább | Nem jutott tovább |

Női
| Versenyző      | Verseny              | Selejtező | Selejtező | Elődöntő          | Elődöntő          | Döntő             | Döntő             |
| Versenyző      | Verseny              | Idő       | Helyezés  | Idő               | Helyezés          | Idő               | Helyezés          |
| -------------- | -------------------- | --------- | --------- | ----------------- | ----------------- | ----------------- | ----------------- |
| Mahfuza Khatun | 50 méteres mellúszás | 35.63     | 61        | Nem jutott tovább | Nem jutott tovább | Nem jutott tovább | Nem jutott tovább |